# Trabzonlu Fitnat Hanım
Ne doit pas être confondu avec Fitnat Zübeyde Hanım.
 Fitnat Hanım était une poétesse ottomane originaire de Trabzon. 

## Biographie
Fille du gouverneur de Trabzon,Hazinedarzade Abdullah Pasha, elle eut une éducation dans les arts, en particulier la poésie et la calligraphie.
Elle produisit un diwan mais ses œuvres n’ont pas été publiées et peu ont survécu. Pour se distinguer de son homonyme, la poétesse Fitnat Zübeyde Hanım, elle utilisa le nom de plume de Nouvelle Fitnat.